# RT-PCR

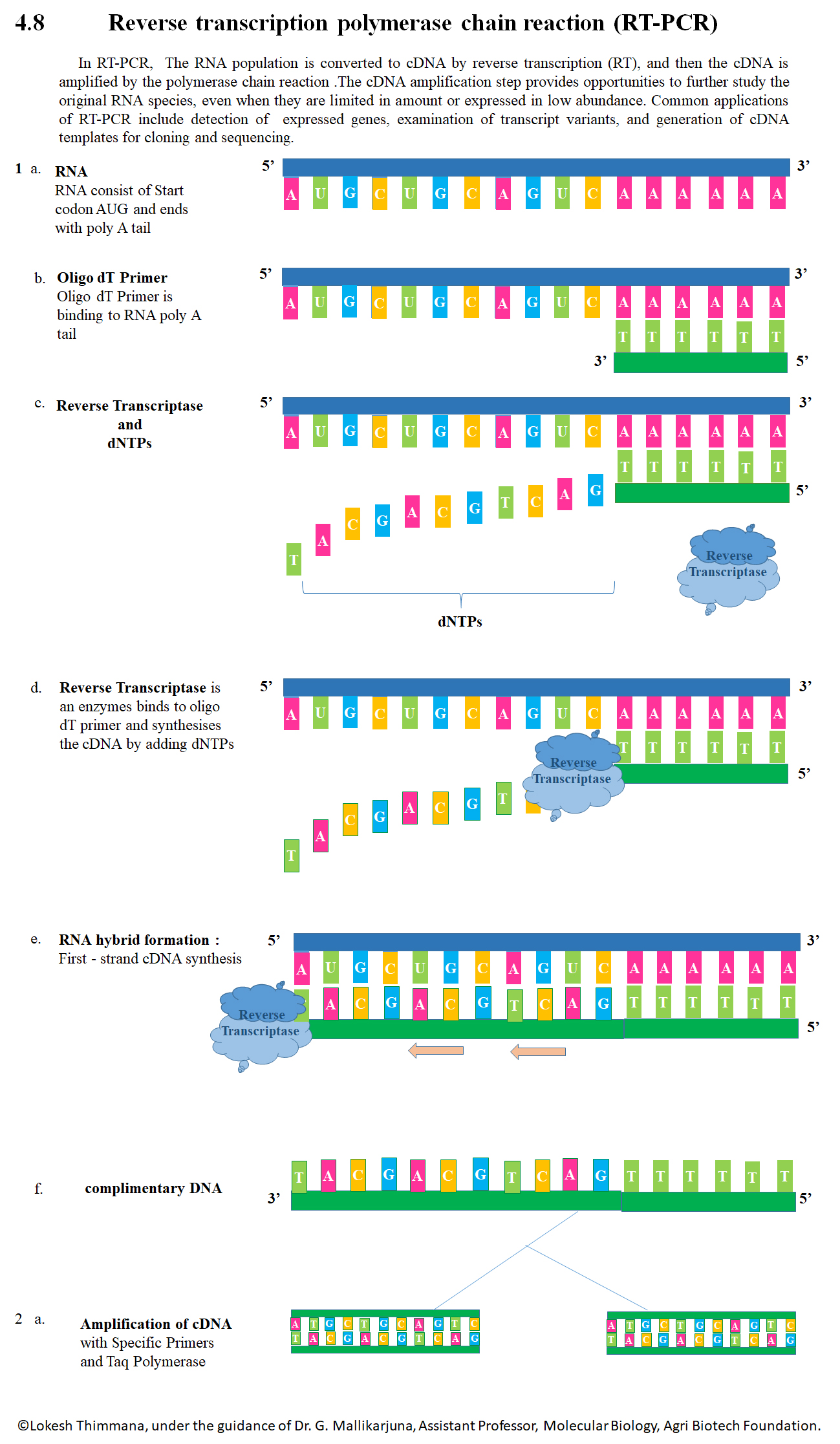
RT-PCR

La reacció en cadena de la polimerasa amb transcriptasa inversa (RT-PCR) és una tècnica de laboratori que combina la transcripció inversa de l'ARN a l'ADN (en aquest context anomenat ADN complementari o ADNc) i l'amplificació de dianes específiques d'ADN mitjançant la reacció en cadena de la polimerasa (PCR). S'utilitza principalment per mesurar la quantitat d'un ARN específic. Això s'aconsegueix controlant la reacció d'amplificació mitjançant la fluorescència, una tècnica anomenada PCR en temps real o PCR quantitativa (qPCR). RT-PCR combinada i qPCR combinats s'utilitzen rutinàriament per a l'anàlisi de l'expressió gènica i la quantificació de l'ARN viral en investigació i entorns clínics.
L'estreta associació entre RT-PCR i qPCR ha portat a l'ús metonímic del terme qPCR per significar RT-PCR. Aquest ús pot ser confús, com RT-PCR es pot utilitzar sense qPCR, per exemple per habilitar la clonació molecular, la seqüenciació o la simple detecció de l'ARN. Per contra, qPCR es pot utilitzar sense RT-PCR, per exemple per quantificar el número de còpia d'una peça específica d'ADN.